# Partido Africano da Independência da Guiné e Cabo Verde

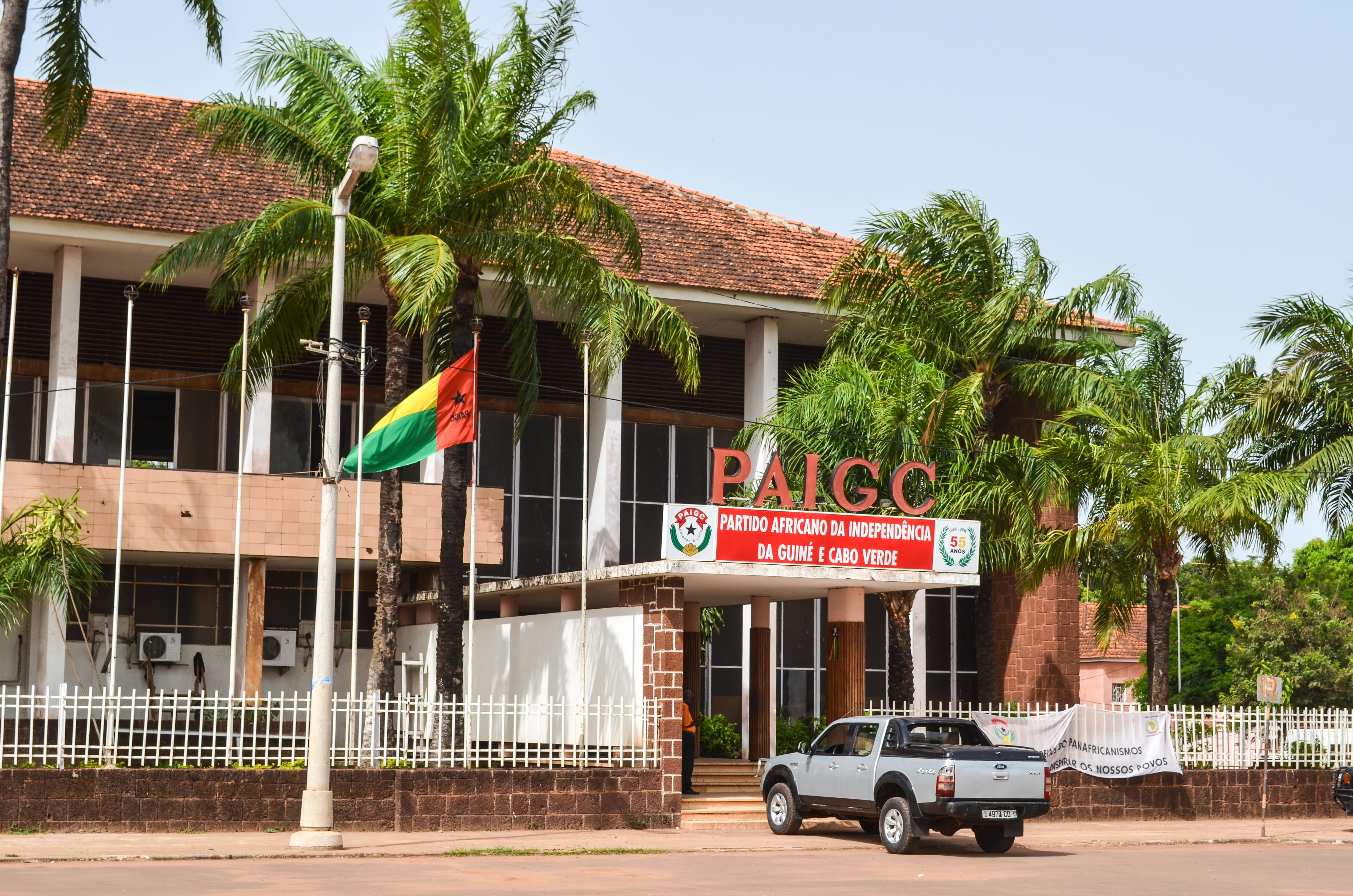
PAIGC-Sitz in Bissau

Die Partido Africano para a Independência da Guiné e Cabo Verde (PAIGC; portugiesisch für „Afrikanische Partei für die Unabhängigkeit von Guinea und Kap Verde“ oder „Afrikanische Unabhängigkeitspartei von Guinea und Kap Verde“) ist eine politische Partei in Guinea-Bissau.

## 1956 bis 1990

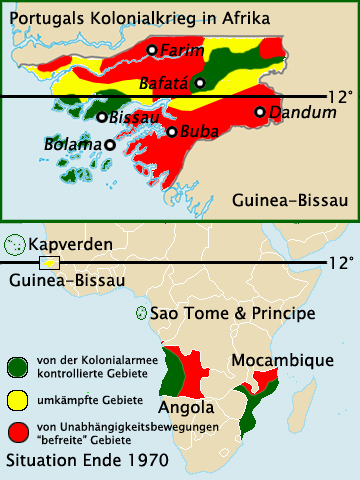
Situation in Portugiesisch-Guinea 1970

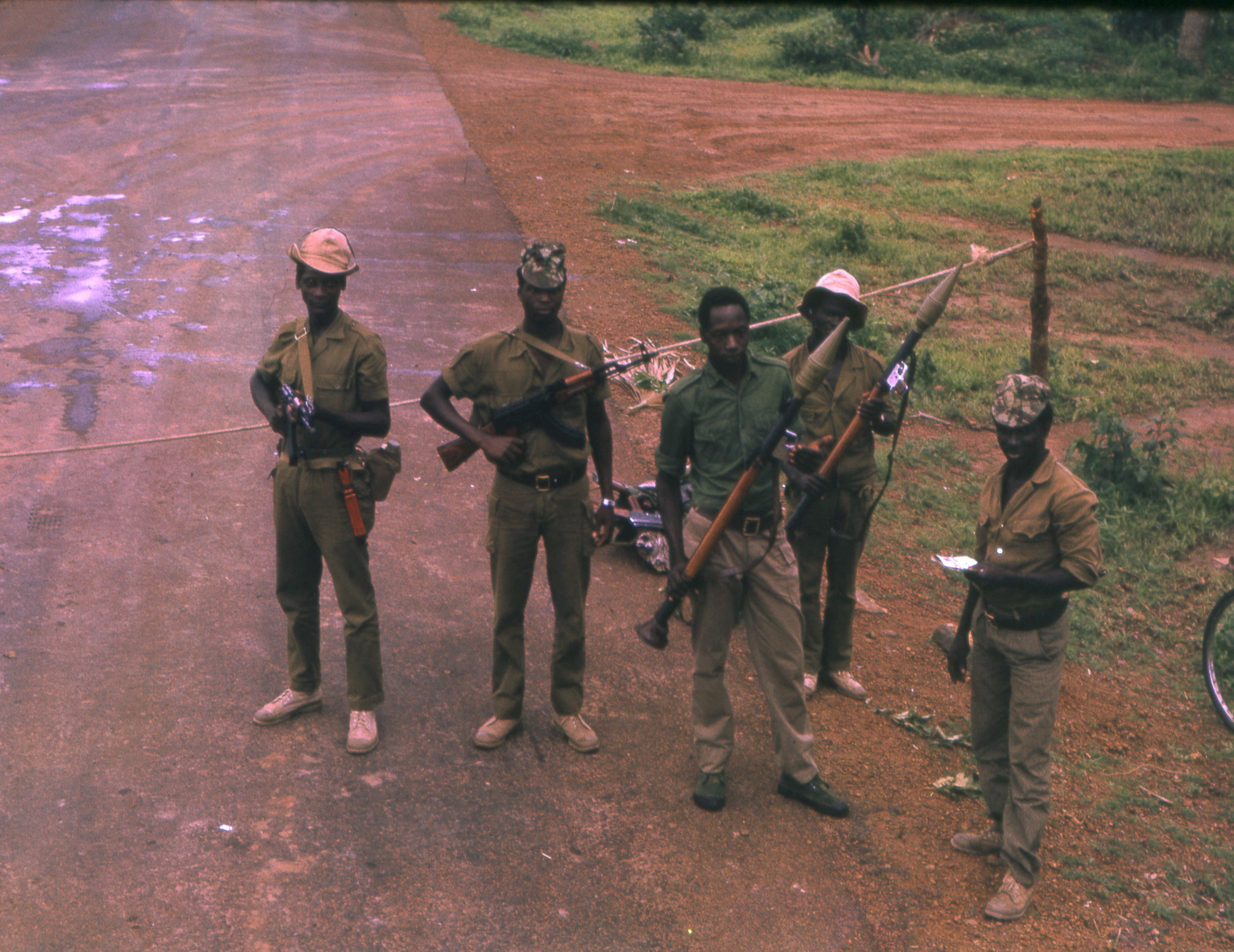
Kontrollposten im Unabhängigkeitskampf 1974

Die am 19. September 1956 von Aristides Pereira, Amílcar Cabral, seinem Bruder Luís de Almeida Cabral und Weiteren gegründete PAIGC war ursprünglich eine marxistisch inspirierte Unabhängigkeitsbewegung. Sie führte von 1963 bis 1974 einen Guerillakrieg gegen die portugiesische Kolonialmacht.
Nach der Ermordung Amílcar Cabrals im Januar 1973 rief die PAIGC am 24. September 1973 die Republik Guinea-Bissau aus. Die zunächst einseitige Unabhängigkeitserklärung des damaligen Portugiesisch-Guinea wurde im darauf folgenden Jahr 1974 nach der „Nelkenrevolution“ auch von Portugal anerkannt. Kap Verde wurde 1975 unabhängig.
Nach der Unabhängigkeit beider Länder regierte die PAIGC in beiden Ländern als Einheitspartei. Ein Putsch in Guinea-Bissau am 14. November 1980 führte 1981 zur Trennung der bislang gemeinsamen Partei. Für Kap Verde wurde die Partido Africano da Independência de Cabo Verde (PAICV) gegründet und die Vereinigung beider Länder nicht mehr angestrebt.

## Seit 1991
Auch nach Einführung der Demokratie in beiden Ländern Anfang der 1990er Jahre konnten sich die Parteien zunächst an der Regierung behaupten. In Guinea-Bissau verlor die PAIGC durch den Sturz des Präsidenten João Bernardo Vieira im Mai 1999 die Macht, gewann aber unter Carlos Gomes Júnior die Parlamentswahlen im März 2004 und stellte seitdem den Premierminister. Der PAIGC-Kandidat Malam Bacai Sanhá verlor im Juli 2005 die Stichwahl um die Präsidentschaft gegen den Ex-Präsidenten Vieira, der als unabhängiger Kandidat antrat und seit dem 1. Oktober 2005 wieder amtiert. Nach der Entlassung der bisherigen Regierung berief Vieira am 2. November 2005 den ehemaligen ersten Vizepräsidenten der PAIGC Aristides Gomes zum neuen Premierminister. Gomes war im Oktober einer von 14 Parlamentariern, die die Fraktion der PAIGC verlassen haben, die bislang aus 45 Abgeordneten bestand.
Auf den Kapverden verlor die PAICV die Präsidentschaftswahlen 1991, stellt aber nach dem knappen Sieg ihres Kandidaten Pedro Pires seit März 2001 wieder den Präsidenten. Im Parlament verlor die Partei ebenfalls 1991 die Mehrheit und stellt seit ihrem Sieg im Januar 2001 mit José Maria Neves wieder den Regierungschef.
Von ihrer ursprünglich marxistischen Ausrichtung haben sich PAIGC und PAICV seit 1990 entfernt und gelten heute als sozialdemokratische Parteien.